# Mathiston, Mississippi
Mathiston là một thành phố thuộc quận Choctaw, tiểu bang Mississippi, Hoa Kỳ. Năm 2010, dân số của thành phố này là 698 người.

## Dân số
- Dân số năm 2000: 720 người.
- Dân số năm 2010: 698 người.